# Wang Xiang
En aquest nom xinès, el cognom és Wang.

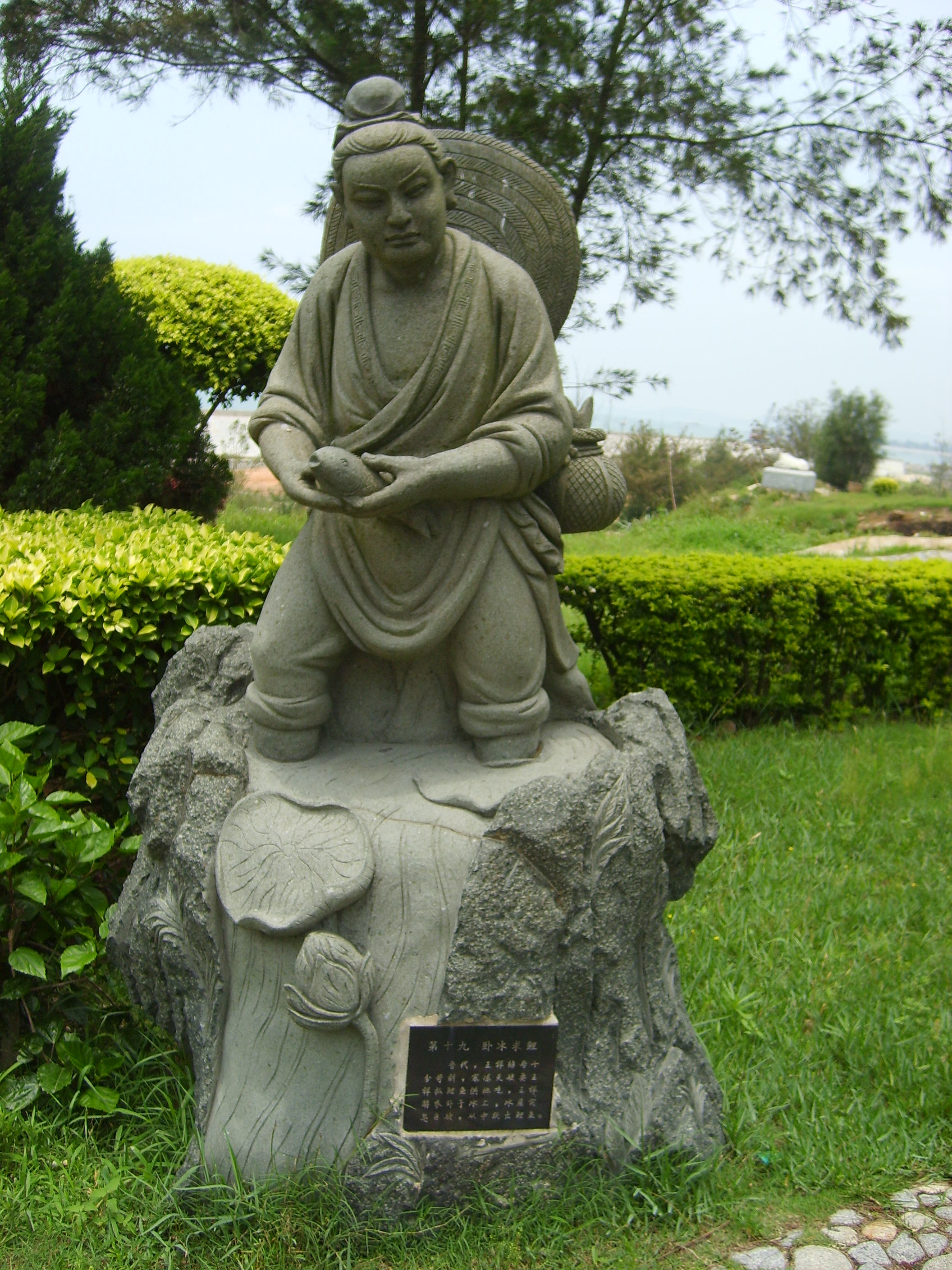
Nằm trên băng tìm cá chép là biểu tượng gắn liền với Vương Tường.

Wang Xiang (185–269 EC), nom estilitzat Xiuzheng (休徵), va ser un ministre de Cao Wei durant el període dels Tres Regnes de la història xinesa. Wang va servir com Gran Comandant durant la seva època. Ell i altres oficials van acomiadar a Deng Ai i Zhong Hui quan ells marxaren dirigint l'exèrcit de Cao Wei per conquerir l'estat rival de Shu Han. Wang més tard encoratjà a Sima Zhao de triar al seu fill major, Sima Yan, com el seu hereu, per evitar que els fills de Sima Zhao lluitaren entre ells a causa de la successió. Wang va ser també un de Els Vint-i-quatre Exemplars Filials.